# Val-de-Livenne
Val-de-Livenne község Franciaország Új-Aquitania régiójában, Gironde megyében. Új községként 2019. január 1-jén jött létre Saint-Caprais-de-Blaye és Marcillac korábbi község egyesítésével. 
Az egyesüléskor az új község lélekszáma 1761 fő lett. Lakosainak száma 1800 fő (2022. január 1.).

## Népesség
| Lakosok száma | 1744 | 1756 | 1779 | 1786 | 1793 | 1800 |
|               | 2017 | 2018 | 2019 | 2020 | 2021 | 2022 |